# Yum Balam
 Khu bảo vệ động vật và thực vật Yum Balam   (tiếng Tây Ban Nha: Área de protección de flora y fauna Yum Balam) là Khu bảo vệ động thực vật Mexico nằm ở bang Quintana Roo ở phía đông nam Mexico. Được thành lập vào năm 1994, khu bảo tồn thiên nhiên là khu vực được bảo vệ đầu tiên ở Mexico được tạo ra theo yêu cầu của cộng đồng địa phương. Khu bảo tồn bao gồm các vùng đất ngập nước dọc theo bờ bắc của Bán đảo Yucatán và Isla Holbox liền kề và đã được chỉ định là một khu Ramsar được bảo vệ từ năm 2004.

## Đặc điểm
Khu bảo vệ động vật và thực vật Yum Balam nằm gần mũi phía đông bắc của bán đảo Yucatán ở Quintana Roo's Lázaro Cárdenas và các thành phố Isla Mujeres, phía tây bắc Cancún và Riviera Maya. Một số cộng đồng nằm trong khu bảo tồn, bao gồm Chiquilá, Solferino và Holbox. Khu vực này bảo vệ một phần của vùng đất ngập nước ven biển, một chuỗi các đảo chắn (trong đó lớn nhất là Isla Holbox), đầm Yalahau giữa các đảo và đất liền và một số vùng nước ven biển ngoài các đảo.
Khu vực này cung cấp môi trường sống cho báo đốm, heo vòi Baird, cá sấu, rùa biển, lợn biển, tôm hùm gai Caribbe và gà tây mắt đơn, cũng như cọ đầm lầy và rừng ngập mặn. Cá mập voi di cư đã trở thành một điểm thu hút khách du lịch đáng kể từ năm 2003. Vào thời điểm thành lập, khu bảo tồn này đã tổ chức một số lượng lớn chim cốc mào, chim bồ nông nâu và chim ưng tuyệt đẹp, mặc dù khu vực làm tổ của chúng bị phá hủy nhiều bởi cơn bão Gilbert, Isidore và Wilma.

## Lịch sử

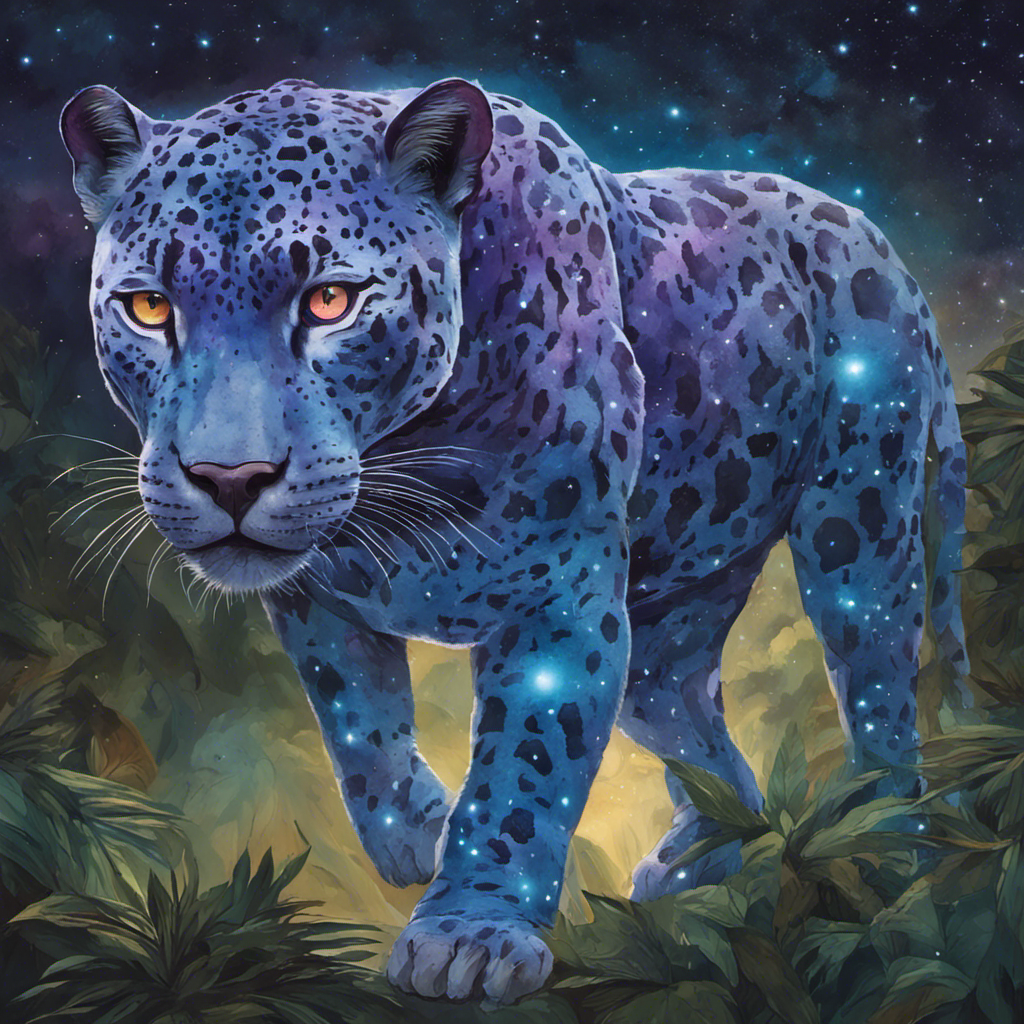
Vị thần Báo đốm

Bán đảo Yucatán phía bắc đã trải qua sự tàn phá đáng kể từ cơn bão Gilbert năm 1988, sau đó là một trận cháy rừng nghiêm trọng và hạn hán vào năm 1989. Thiệt hại về môi trường khiến người dân địa phương thành lập một tổ chức để kiến nghị bảo vệ môi trường lớn hơn từ chính phủ liên bang. Nhóm tự gọi mình là Hiệp hội Dân sự Yum Balam, sử dụng một cụm từ trong ngôn ngữ Yucatec Maya có nghĩa là "Báo đốm Chúa" để chỉ một vị thần báo đốm của mẹ thiên nhiên.. Các cuộc thảo luận giữa các nhóm địa phương và các cơ quan chính phủ đã dẫn đến việc thành lập Khu bảo vệ động vật và thực vật Yum Balam theo chương trình Khu bảo vệ động vật và thực vật liên bang vào ngày 6 tháng 6 năm 1994, lần đầu tiên một khu vực được bảo vệ ở Mexico được yêu cầu của một cộng đồng địa phương.  Khu bảo tồn này sau đó được công nhận là vùng đất ngập nước có tầm quan trọng quốc tế theo Công ước Ramsar vào ngày 2 tháng 2 năm 2004.

## Tranh cãi về quản lý
Yum Balam có nghĩa là được quản lý hợp tác với cộng đồng địa phương và cho phép săn bắn và câu cá hạn chế bởi người dân địa phương. Trong thực tế, đã có nhiều tranh cãi về việc liệu các cộng đồng và tổ chức địa phương có tham gia đúng đắn vào việc ra quyết định hay không, với người dân địa phương và một số học giả bày tỏ lo ngại trong những năm 2000 rằng sự phát triển của khu bảo tồn có lợi cho các doanh nghiệp bên ngoài hơn các cộng đồng dân cư.
Năm 2018, một loạt các cuộc kiểm tra liên bang đã dẫn đến việc đóng cửa tạm thời hoặc hủy bỏ một số dự án phát triển được đề xuất hoặc hoàn thành một phần trên Isla Holbox bị phát hiện vi phạm các quy định quản lý khu vực được bảo vệ. Cuối năm đó, Công báo Liên bang đã công bố kế hoạch quản lý phát triển cho Yum Balam nhằm đảm bảo rằng sự phát triển du lịch trong tương lai sẽ tương thích với việc bảo vệ môi trường của khu vực.